# Ronald Reagan Boyhood Home
A Casa Ronald Reagan Boyhood é uma casa localizada em Dixon, Illinois que foi residência do ex-presidente americano Ronald Reagen no começo da década de 1920, a casa é aberta à visitas de abril a outubro.

## História
A casa da infância Ronald Reagan foi construída em Dixon, Illinois, em 1891; seu projeto é bastante típico das casas americanas da época. Os proprietários originais da casa eram William C. e Susan Thompson; acabou sendo vendido, em 1917. Em agosto de 1980, um grupo de residentes locais, liderado por Lynn Knights de Dixon, Illinois, comprou a casa. O grupo era então conhecido como Reagan Home Preservation and Restoration Committee.
A fundação orgulhava-se de não receber financiamento do governo estadual ou federal, seguindo o lema de Reagan de que "o governo não é a solução para o nosso problema. O governo é o problema". No entanto, as visitas diminuíram para 5.000 por ano em 2019, e a casa estava cada vez mais degradada. Em 2018, as finanças ruins da fundação forçaram-na a oferecer a venda da casa ao Serviço Nacional de Parques, que administra outras 16 casas presidenciais.

### Reagan na casa
De acordo com a documentação do Registro Nacional de Locais Históricos, Ronald Reagan afirmou que a casa foi associada a eventos importantes de sua infância. No entanto, seu irmão Neil foi citado como tendo dito que a casa designada como Lar da Criança é a "casa errada para as principais memórias de Ronald da cidade (Dixon)." Um autor, James E. Combs, chamou a afirmação de Dixon de que o " A casa da infância "é a verdadeira casa da infância de Ronald Reagan, um pouco falsa, considerando que os Reagan se mudavam com frequência e só moraram na casa por cerca de dois anos.
Enquanto moravam na casa, os irmãos Reagan dividiam um quarto no segundo andar, apesar de a casa ter três quartos. A mãe de Ronald usava o terceiro como sala de trabalho. O único anexo da propriedade era usado pelos irmãos para atividades como a criação de coelhos. No quintal da casa, Ronald e seu irmão participavam de jogos de futebol americano.